# Edison (muziekprijs)

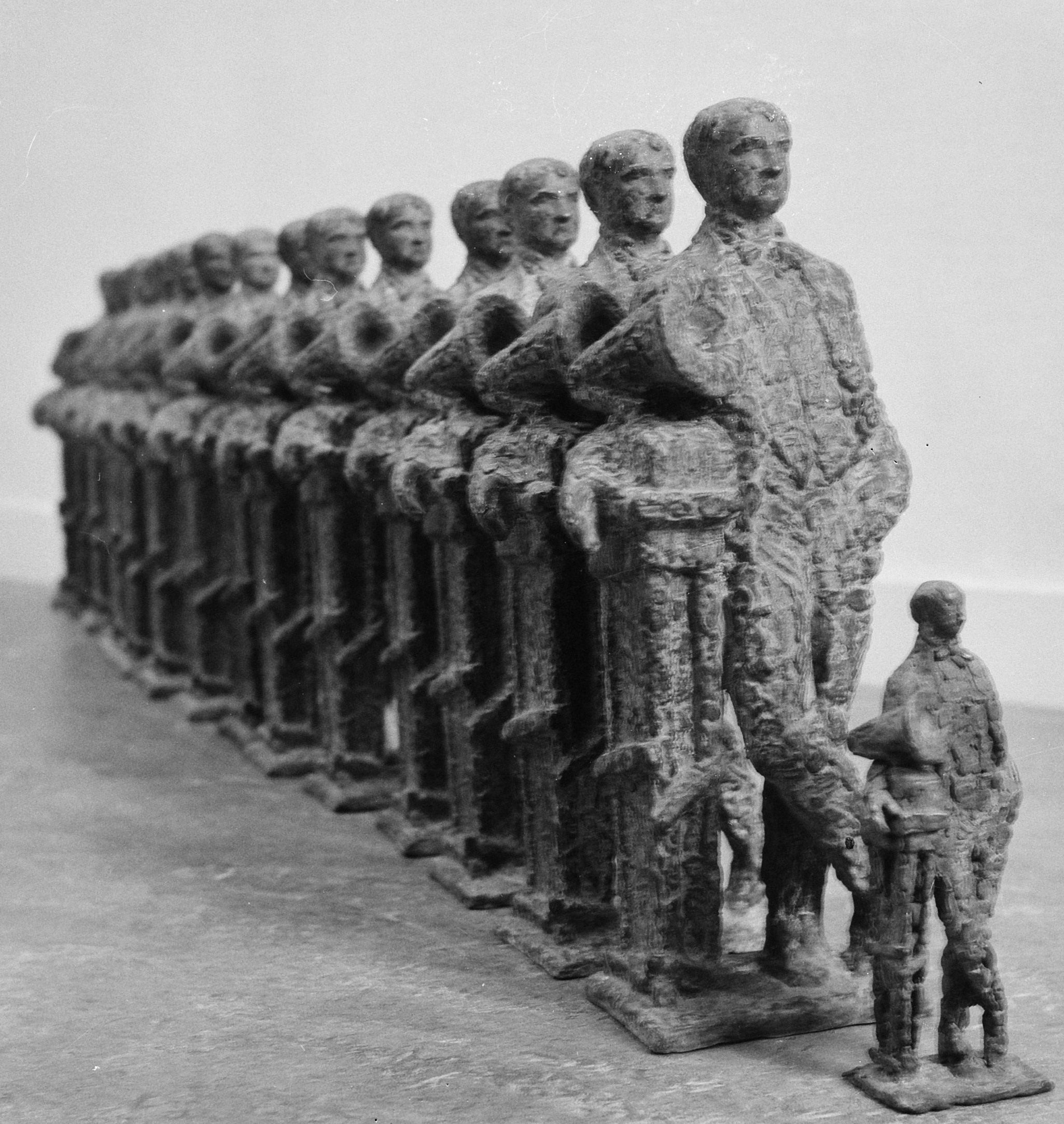
Edisons van 1961

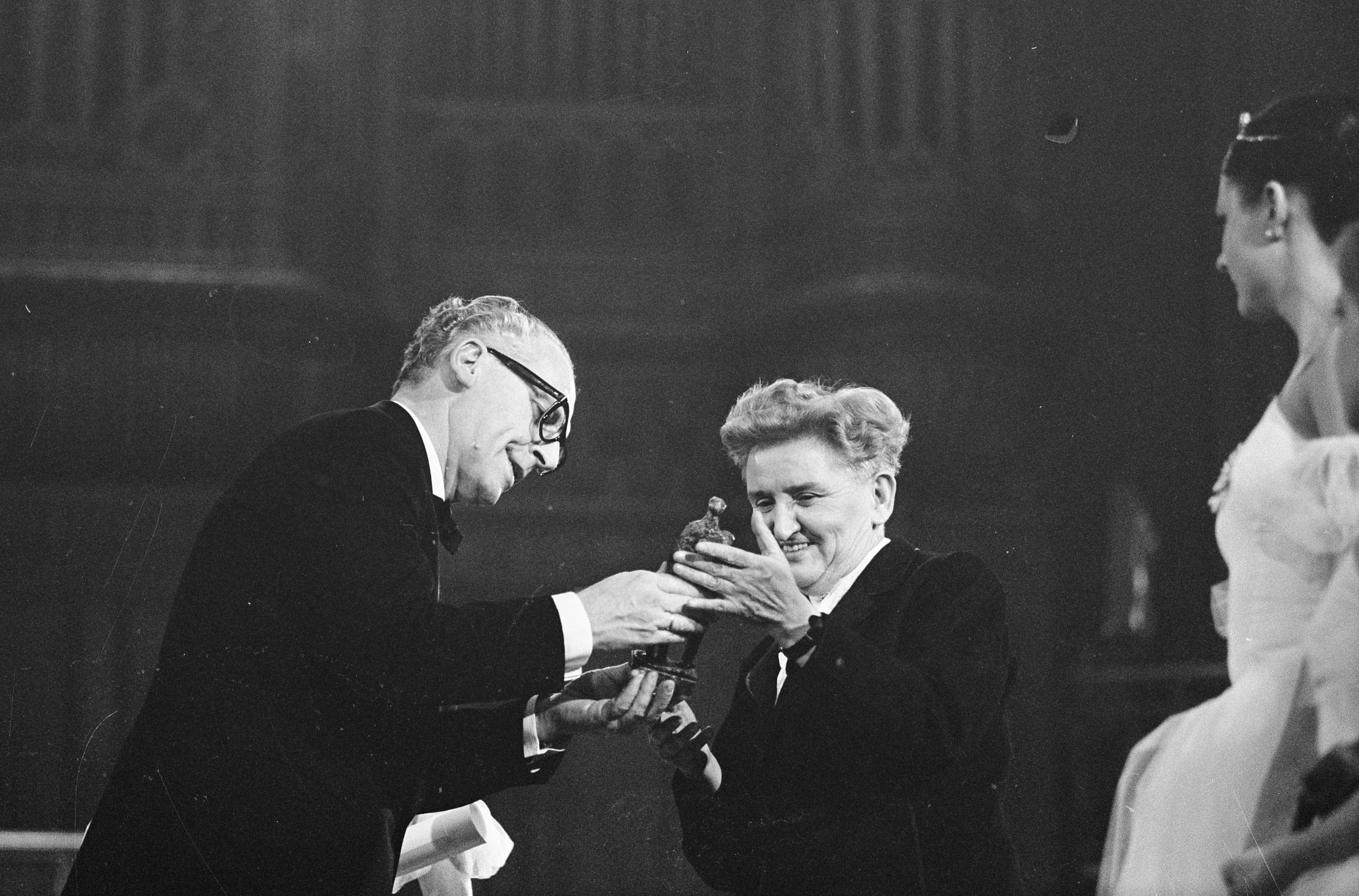
Ilona Andor ontvangt uit handen van minister Vrolijk een Edison tijdens het Grand Gala du Disque klassiek (1966)

De Edison is een van de oudste muziekprijzen in de wereld en de oudste in Nederland. Sinds 1960 wordt deze onderscheiding uitgereikt voor "geluidsdragers van bijzondere kwaliteit". Tussen 1998 en 2006 stond de prijs bekend als de Edison Music Award.
Organisator is de Edison Stichting, die is opgericht door de NVPI (voorheen voluit Nederlandse Vereniging van Producenten en Importeurs van beeld- en geluidsdragers), waarvan de betrokken platenmaatschappijen en -distributeurs lid moeten zijn om opnamen te kunnen inzenden voor de prijs. Vanaf 2022 is softwarebedrijf AFAS Software de naamgevend partner van de AFAS Edisons.

## Geschiedenis
Naar het voorbeeld van de Grammy Award werd door de toenmalige Nederlandse Commissie Collectieve Grammofoonplaten Campagne (CCGC) de prijs ingesteld als "een jaarprijs voor artiesten, die met hun platenoeuvre van dat jaar de beste prestatie – naar het oordeel van jury – in hun genre gegeven hebben". Auteur Dimitri Frenkel Frank kwam met het idee van de naam. Hij was het ook die met het idee van het Grand Gala du Disque kwam, dé gala-avond waar de Edisons uitgereikt zouden worden en waar een keur aan nationale en internationale artiesten zou optreden. Op 22 oktober 1960 werden de eerste Edisons uitgereikt in het Concertgebouw in Amsterdam. Het eerste gala duurde in totaal zeven uur en kende ongeveer vijftig acts. Daarvan ontvingen er vijf een Edison.
De prijs is vernoemd naar de uitvinder van de fonograaf, Thomas Edison. Aanvankelijk werden de Edisons voor klassieke muziek en voor populaire/lichte muziek (inclusief jazz) gecombineerd, maar al snel werden beide uitreikingen van elkaar gescheiden. Sinds 1998 bestaan drie Edison-uitreikingen: voor pop, klassiek en jazz/world. De Edison Populair is niet elk jaar uitgereikt. Er was geen toekenning in 1966, 1975, 1976, 1996, 1997, 2007, 2008 en 2012. Sinds halverwege de jaren 90 worden ook oeuvreprijzen uitgereikt.
De prijs zelf bestaat uit een bronzen beeldje gemaakt door de Utrechtse beeldhouwer Pieter d'Hont. Aanvankelijk ging het om forse exemplaren van 7,5 kilo, maar later werd het beeld in een wat handzamer (en lichter) formaat gemaakt.

## Oeuvreprijs
Oeuvreprijzen worden uitgereikt aan een artiest of groep voor het volledige werk.
| Jaartal | Pop                                                           | Jazz/World                       | Klassiek                   | Kleinkunst         |
| ------- | ------------------------------------------------------------- | -------------------------------- | -------------------------- | ------------------ |
| 1971    | Creedence Clearwater Revival                                  | -                                | Rogier van Otterloo        |                    |
| 1974    | David Bowie                                                   | -                                |                            |                    |
| 1995    | -                                                             | -                                | Elly Ameling               |                    |
| 1996    | -                                                             | -                                | -                          |                    |
| 1997    | -                                                             | -                                | Elisabeth Schwarzkopf      |                    |
| 1998    | Boudewijn de Groot en Cliff Richard                           | -                                | Carlo Maria Giulini        |                    |
| 1999    | Toto en Golden Earring                                        | Herbie Hancock                   | Gustav Leonhardt           |                    |
| 2000    | Doe Maar (ingetrokken), André Hazes (geweigerd) en Status Quo | -                                | -                          |                    |
| 2001    | BZN                                                           | Toots Thielemans                 | -                          | Hans Teeuwen       |
| 2002    | Rob de Nijs en Simple Minds                                   | Wayne Shorter                    | -                          |                    |
| 2003    | René Froger en Mark Knopfler                                  | Tony Bennett                     | Anne Sofie von Otter       |                    |
| 2004    | Frank Boeijen en George Michael                               | George Duke                      | Mstislav Rostropovich      |                    |
| 2005    | De Dijk en Phil Collins                                       | -                                | Thomas Hampson             |                    |
| 2006    | Normaal                                                       | Rita Reys                        | Jessye Norman              | Ramses Shaffy      |
| 2007    | Ramses Shaffy                                                 | Randy Crawford & Joe Sample      | John Williams              |                    |
| 2008    | -                                                             | Piet Noordijk en Al Jarreau      | Kiri Te Kanawa             |                    |
| 2009    | Krezip                                                        | Dianne Reeves                    | Beaux Arts Trio            |                    |
| 2010    | Herman van Veen en Rowwen Hèze                                | Chaka Khan                       | Pierre Boulez              | Herman van Veen    |
| 2011    | Marco Borsato                                                 | Ivan Lins                        | Daniel Barenboim           |                    |
| 2012    | André van Duin en Doe Maar                                    | Dee Dee Bridgewater              | Frans Brüggen              |                    |
| 2013    | -                                                             | Marcus Miller                    | Reinbert de Leeuw          |                    |
| 2014    | BLØF en Youp van 't Hek                                       | Kurt Elling en Greetje Kauffeld  | Radio Filharmonisch Orkest | Youp van 't Hek    |
| 2015    | Thé Lau                                                       | Flairck en Malando Orkest        | Itzhak Perlman             |                    |
| 2016    | DJ Tiësto                                                     | Metropole Orkest                 | Bernard Haitink            |                    |
| 2017    | Anouk                                                         | Lee Towers en Joshua Redman      | Ton Koopman                |                    |
| 2018    | Extince                                                       | Carel Kraayenhof en Eliane Elias | Renée Fleming              |                    |
| 2019    | Ilse de Lange                                                 | Patti Austin en Angélique Kidjo  | Kronos Quartet             |                    |
| 2020    | Willeke Alberti                                               | Louis van Dijk en Eric Vloeimans | Roberta Alexander          | Jeroen van Merwijk |
| 2021    | The Opposites                                                 | Candy Dulfer                     | Han de Vries               |                    |
| 2022    | Guus Meeuwis                                                  | Dick de Graaf                    | Robert Holl                |                    |
| 2023    | Kensington                                                    | Han Bennink                      | André Rieu                 |                    |
| 2024    | Jan Smit                                                      | Benjamin Herman                  | Ronald Brautigam           |                    |
| 2025    | De Jeugd van Tegenwoordig                                     |                                  |                            |                    |

Aanvullingen:
- 1971: Het archief op de website van de stichting Edison gaat terug tot 1978 (pop), 1977 (jazz/world) en 1994 (klassiek) (in december 2020). De informatie uit de jaren hiervoor is uit diverse andere bronnen verkregen, waaronder oude krantenartikelen.
- 2000: De Edison Oeuvre Award werd allereerst toegekend aan Doe Maar. Toen de leden weigerden om live op te treden tijdens de uitreiking, werd de toekenning ingetrokken. Hierop werd de prijs toegekend aan André Hazes, die hem in eerste instantie accepteerde, tot hij hoorde dat de organisatie hem eigenlijk aan Doe Maar had toegekend.[7] Hierop besloot ook Hazes de prijs te weigeren. Na diens weigering werd nog geprobeerd Paul de Leeuw voor de prijs te strikken, maar ook die weigerde. In 2012 werd de prijs opnieuw toegekend aan Doe Maar. Ditmaal accepteerde de band de prijs wel.
- 2012: De Edison voor Doe Maar werd aangekondigd in oktober 2012 en uitgereikt op 11 februari 2013.
- 2014: De Edison voor Van 't Hek werd uitgereikt als 'Oeuvreprijs Edison Kleinkunst', een speciale prijs die in deze categorie nog niet eerder was uitgereikt. Van 't Hek kreeg zijn prijs op 3 februari, BLØF tijdens de uitreiking van alle Edisons op 31 maart 2014.
- 2015: Thé Lau kreeg de prijs voor zowel zijn soloalbums als voor de albums die hij met The Scene maakte, met daarop klassiekers als Blauw en Open die in het verleden al eerder met een Edison zijn onderscheiden.
- 2016: DJ Tiësto kreeg de prijs voor zijn buitengewone verdiensten voor met name de dancemuziek. De prijs werd uitgereikt op 3 maart 2016 tijdens een uitzending van RTL Late Night.[8]
- 2017: Lee Towers ontving de oeuvre-Edison uit handen van burgemeester Ahmed Aboutaleb in Rotterdam.

## Meeste Edisons (populair)
Sinds 1960 zijn ruim 750 Edisons (populair) uitgereikt. Van alle artiesten zijn er 39 die minimaal drie keer hebben gewonnen. Vroeger was het vrijwel onmogelijk om meer dan één Edison per jaar te winnen, omdat er meestal maar één prijs was voor het soort artiest (zanger, zangeres, groep, enz.). Vanaf de jaren '90 zijn er categorieën bij gekomen, zoals beste album of beste single, waardoor het eenvoudiger is voor artiesten om in meerdere categorieën te winnen.
Marco Borsato heeft de meeste Edisons gewonnen, namelijk veertien. Dit aantal is inclusief de oeuvreprijs die hij in 2011 ontving.
Dit zijn de artiesten met de meeste Edisons (t/m 2021):
- 14: Marco Borsato
  - 1995, 1998, 2009: Beste single
  - 1995, 1998, 2001, 2003, 2005: Beste zanger (pop)
  - 1999: Beste Nederlandse artiest
  - 2005, 2009: Beste album
  - 2005: Beste dvd
  - 2011: Oeuvreprijs
  - 2015: Beste Video: "Stem", met Gers Pardoel
- 11: Anouk
  - 1998, 2000, 2003, 2006, 2011: Beste zangeres
  - 1998: Beste video
  - 1998: Beste nieuwe artiest
  - 2000: Beste Nederlandse artiest
  - 2001: Beste single
  - 2014: Beste album
  - 2017: Oeuvreprijs
- 9: Ilse DeLange
  - 1999, 2001, 2004 , 2009: Beste zangeres
  - 2001: Beste Nederlandse artiest
  - 2011: Beste song met Next to Me
  - 2015: Beste popact (als leadzangeres van The Common Linnets)
  - 2019: Oeuvreprijs
  - 2020: Beste album Gravel & Dust
- 8: Herman van Veen
  - 1970, 1971, 1982, 1983: Vocaal (Nederlands)
  - 1979, 1991: Kinderrepertoire
  - 1988: Cabaret
  - 2010: Oeuvreprijs
- 8: BLØF
  - 2000, 2001, 2003, 2004, 2009: Beste groep
  - 2003: Beste album
  - 2005: Beste single
  - 2014: Oeuvreprijs
- 6: Rob de Nijs
  - 1964: Teenagermuziek
  - 1986, 1987: Vocaal (Nederlands)
  - 2002: Oeuvreprijs
  - 2011: Beste mannelijke artiest
  - 2021: Nederlandstalig
- 6: Kane
  - 2001, 2002: Alternative
  - 2002: Beste album
  - 2004: Beste dvd
  - 2010: Beste single
  - 2013: Beste band
- 6: DI-RECT
  - 2003: Single
  - 2004: Album (Publieksprijs)
  - 2018, 2021, 2023: Rock
  - 2021: Song
- 5: Boudewijn de Groot
  - 1967, 1968, 1973: Pop Nationaal
  - 1980: Vocaal (Nederlands)
  - 1998: Oeuvreprijs
- 5: Quincy Jones
  - 1964: Instrumentaal
  - 1970, 1972: Jazz
  - 1978, 1979: Musical/Film
- 5: Robert Long
  - 1977: Pop (Nationaal)
  - 1980: Cabaret
  - 1985, 1989: Vocaal (Nederlands)
  - 1989: Cabaret

## Trivia
- Artiesten die hun Edison weigerden, waren onder anderen Peter Schilperoort van de Dutch Swing College Band in 1963, Frank Zappa in 1968 en De Vliegende Panters in 2002.
- In juni 2012 maakte de muziekafdeling van de Wereldomroep bekend dat een Edison die aan de muziekafdeling was uitgereikt voor haar coproducties met het Concertgebouworkest was gestolen, maar deze werd later weer teruggevonden.